# 훙커우 축구장
훙커우 축구장(중국어: 虹口足球场)은 중화인민공화국 상하이에 있는 다용도 종합 경기장으로, 35,000명을 수용할 수 있다. 1999년 재건축되었으며 이전의 경기장은 46년 동안 사용되어 왔다. 2007년 FIFA 여자 월드컵의 경기가 이곳에서 열렸으며 현재 상하이 선화의 홈구장으로 사용되고 있다.

## 기록

### 2013 아시안 드림컵
| 날짜            | 팀 1          | 스코어 | 팀 2          | 라운드 |
| --------------- | ------------- | ------ | ------------- | ------ |
| 2013년 6월 23일 | 박지성 프렌즈 | 2 - 0  | 상하이 올스타 |        |